# Бондарівка (Міловська селищна громада)
Бондарі́вка —  село в Україні, у Міловській селищній громаді Старобільського району Луганської області. Населення становить 77 осіб. Орган місцевого самоврядування — Міловська селищна рада.

## Населення
За даними перепису 2001 року населення села становило 77 осіб, з них 9,09% зазначили рідною мову українську, а 90,91% — російську.